# Кінцевий суспільний продукт
Кінце́вий проду́кт — це частина сукупного суспільного продукту, що являє собою всю масу виробленої за певний період готової продукції.
Його обчислюють так: із сукупного суспільного продукту треба вирахувати проміжний продукт. Це сировина, матеріали, паливо, електроенергія, вироблені в цьому році і витрачені у цьому ж році для виробництва іншої продукції.
За своїм речовим змістом кінцевий продукт складається:
- а) з готових до особистого споживання предметів споживання;
- б) з готових до виробничого використання засобів праці (тобто лише частини засобів праці без предметів праці).